# Maria Assumpta Rosell i Medall
Maria Assumpta Rosell i Medall (Sant Sadurní d'Anoia, 1959) és una política catalana, actual alcaldessa de Sant Sadurní d'Anoia pel Partit Demòcrata.
Va estudiar infermeria a la Universitat de Barcelona i va cursar un postgrau en Qualitat a l'Atenció Primària de Salut (UB) i Gestió i Administració Local (UB). Ha treballat a l'empresa Sumar d'acció social.
El 3 de juny de 2014, CiU i ERC van presentar una moció de censura a l'alcaldessa socialista Susana Mérida, i amb el suport dels 6 regidors convergents i quatre de republicans, va obtenir l'alcaldia de Sant Sadurní d'Anoia el 14 de juny del mateix any.
De cara a les eleccions al Parlament de Catalunya de 2015, va ocupar el lloc número 34 a la llista de Junts pel Sí per la demarcació de Barcelona.